# Хау, Самуэл
Самуэл Гридли Хауи (в русском переводе также Гоу, Гове, англ. Samuel Gridley Howe; 10 ноября 1801, Бостон — 9 января 1876) — видный американский врач и тифлопедагог 19-го века, аболиционист, филэллин и филантроп, участник Освободительной войны Греции 1821—1829 годов и Американской гражданской войны.

## Молодость и образование
Хауи родился в городе Бостон, Массачусетс 10 ноября 1801 года. Его отец, Joseph Neals Howe, был судовладельцем и производителем тросов и такелажа. Его мать, Patty Gridley, считалась одной из самых красивых женщин города тех дней.
Хауи получил образование в Бостонской латинской школе, где с ним обращались сурово и даже били, согласно заявлению его дочери. Его дочь, Laura (Howe) Richards, позже писала: «насколько я помню, у моего отца не было приятных воспоминаний о его школьных днях».
Бостон в начале XIX века был ареной политического брожения. Отец Хауи был демократом, который считал Гарвард логовом федералистов, и не разрешил своему сыну поступать туда. Соответственно в 1818 году, отец послал его в Брауновский университет. Большую часть своего времени там Хауи провёл в забавах и годами позже Хауи говорил своим детям, что он сожалеет что не отнёсся более серьёзно к своей учёбе
.
После окончания Брауновского университета в 1821 году, Хауи поступил в Гарвардский медицинский институт, где получил степень доктора медицины в 1824 году.

## Греческая революция

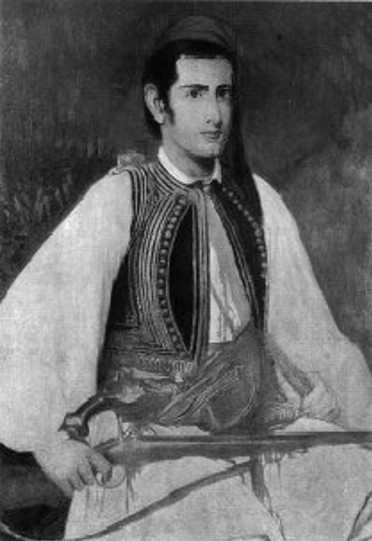
филэллин Самуэл Хауи

Хауи ненадолго оставался в Массачусетсе после окончания института. В 1824 году, вскоре после того как он стал практиковать медицину Хауи воодушевлённый Греческой революцией и по примеру своего идола лорда Байрона, отправился в Грецию, где вступил в греческую армию как хирург. В Греции его служба не ограничилась обязанностями хирурга, но была более военного характера, и его мужество, энтузиазм командные способности и гуманность подарили ему титул «Лафайет Греческой революции».
Хауи вернулся в США в 1827 году, для сбора средств, чтобы облегчить голод и лишения в Греции. Пылкие возвания Хауи позволили ему собрать около 60 тыс. долларов, которые он потратил на провизию, одежду и организацию приюта для беженцев на острове Эгина. Позже он организовал другую колонию беженцев у города Коринф. Впоследствии, Хауи написал о своих впечатлениях и участии в Греческой революции книгу «Исторический набросок Греческой революции» (Historical Sketch of the Greek Revolution), которая была издана в 1828 году.
После того как Хауи покинул Грецию, он продолжил своё медицинское образование в Париже, где его энтузиазм к республиканской форме правления привёл его к участию в Июльской революции.

## Тифлопедагогика
В 1831 году Хауи вернулся в США, где им овладел новый интерес. От своего друга доктора Дж. Д. Фишера J. D. Fisher, бостонского врача, начавшего в 1826 году движение с целью создания школы для слепых, Хауи узнал, что подобную школу организовал в Париже Валентин Гаюи. Хауи было предложено комитетом Фишера организовать «Приют для слепых Новой Англии» в Бостоне. Он принял проект с характерным для него пылом, и направился в Европу чтобы изучить проблему. Здесь он временно отклонился от своей основной задачи, по причине Польского восстания. Он стал председателем американо-польского комитета в Париже, организованного им, J.Cooper, S. Morse, и другими американцами живущими в городе, с целью оказания помощи польским политическим эмигрантам бежавшим в Пруссию. Хауи взял на себя лично распределение снабжения и средств и будучи в Берлине был арестован и помещён в тюрьму, но был освобождён через 5 недель после вмешательства американской дипломатии.
Вернувшись в Бостон в июле 1832 года, он начал принимать слепых детей в доме своего отца, положив таким образом начало знаменитой Школе Перкинса для Слепых. К январю 1833 года все имевшиеся средства были потрачены, но прогресс был настолько очевиден, что власти утвердили финансирование, увеличив его позже до 30 тысяч долларов в год, при условии что институт будет обучать 20 бедных слепых из штата. Полковник T. Перкинс, известный бостонский торговец рабами, мехами и опиумом, предоставил школе на вечное пользование здание и землю по улице Pearl Street. Позже это здание было признано непригодным и полковник Перкинс дал согласие на его продажу, и в 1839 году учреждение переехало в бывшую гостиницу Mount Washington House в южном Бостоне. С тех пор учреждение стало известно как Институт Перкинса и Приют Массачусетса (или, с 1877 г, Школа) для Слепых.
Хауи был директором, жизнью и душой школы; он открыл центр по печатанию текстов на шрифте для слепых — первый в США, и привлёк внимание к деятельности всего института. Институт с его помощью стал одним из интеллектуальных центров американской филантропии, и получал всё большую и большую финансовую поддержку. В 1837 году, Хауи принял в школу Лору Бриджмен, слепую девочку, которая позже стала учительницей в школе. Она стала знаменитой как первая слепая с успехом получившая образование в США. Сам Хауи стал новатором многих методов тифлопедагогики, а также печатания книг по Брайлю. Руководя Институтом Перкинса, в конце своей жизни Хауи принял участие в организации большого числа подобных учреждений по всей стране.

## Женитьба и семья
23 апреля 1843 года он женился на Джулии Уорд (Ward), дочери зажиточного нью-йоркского банкира S. Ward. Джулия была пылкой сторонницей аболиционизма и, позже, активисткой движения за право голоса для женщин. Она написала музыку к Боевому гимну Республики (Battle Hymn of the Republic). Супружеская жизнь четы была страстной, но и бурной. В какой-то момент Хауи запросил развод, но Джулия отказала ему в этом
. Многие из причин концентрировались в том, что Джулия желала иметь карьеру отличную от материнства. Хотя Хауи был во многих отношениях прогрессивным человеком для своего времени, он придерживался идеи, что у замужней женщины не может быть другой работы отличной от того, чтобы быть женой и матерью и он твёрдо верил, что место Джулии в доме.
У пары было 6 детей:
- Джулия Романа (1844—1886), вышедшая замуж за Михаила Анагноса, греческого учёного, который с успехом заменил Хауи как директор Института Перкинса[23];
- Флоренс Марион (1845—1922), писатель, она написала широко известный трактат о манерах;
- Генри Марион (1848—1922), металлург;
- Лаура Элизабет Хауи-Ричардс (1850—1943), получившая Пулитцеровскую премию в 1917 году[24];
- Мод Хауи-Эллиот (1855—1948), также получившую Пулитцеровскую премию[24];
- Самуэл Гридли Хауи Джуниор (1858—1863).

Лаура и Флоренс были более всех близки к отцу и защищали его оппозицию деятельности Джулии вне дома. Ирония заключалась в том, что позже Флоренс унаследовала материнскую накидку и произносила публичные речи, став рьяной суфражисткой, и написала книгу под заголовком Джулия Уорд Хауи и Движение за право голоса женщин (1913).

## Борьба против рабовладельчества
Хауи открыто вступил в борьбу против рабовладельчества впервые в 1846 году, когда он неудачно баллотировался с вигами (Партия вигов (США)) кандидатом в Конгресс США, против R. C. Winthrop. Он был одним из основателей антирабовладельческой газеты Бостона Daily Commonwealth, которую он издавал (1851—1853) с помощью своей жены. Он был видным членом Комитета Bleeding Kansas в Массачусетсе, и с F. Sanborn, G. Stearns, T. Parker, и G. Smith, проявил интерес к планам Брауна. Несмотря на то что он не одобрил атаку на арсенал городка Харперс-Феррис, Западная Виргиния, Хауи спонсировал деятельность Брауна, как член Секретной шестёрки.
После ареста Брауна Хауи временно бежал в Канаду, чтобы избежать судебного преследования. Согласно дочери Хауи, Флоренс, дом Хауи в южном Бостоне был остановкой в системе Подпольная железная дорога.
Хауи страстно противился рабовладельческому законодательству. 2 инцидента явно демонстрируют это. Первый произошёл в 1850 году, когда Хауи вместе с другими аболиционистами, атаковал Faneuil Hall чтобы попытаться освободить пойманного беглого раба, Бернса. Бернс должен был быть послан назад своему рабовладельцу в Вирджинию согласно законодательству. Аболиционисты надеялись спасти Бернса от его участи. Хауи заявлял: «Никакой человек не может находиться в безопасности пока он не свободен» и вскоре после этого аболиционисты атаковали здание, взломав двери. Федеральные войска положили конец попытке налёта и Бернс был возвращён в Вирджинию. Однако Хауи не бросил Бернса, и в течение года после его выдачи Хауи и его сподвижники собрали достаточно денег чтобы выкупить Бернса у его хозяина.
В другом случае нарушения закона, в октябре 1854 года, с помощью капитана A. Bearse и брата капитана, Хауи спас беглого раба
,
который прибыл в Бостонскую буту из Джаксонвиля (Флорида) зайцем на борту брига Cameo.
Бостонский комитет бдительности помог затем человеку избежать поимки.
В 1863 году, Хауи вернулся в Канаду чтобы взять интервью у бывших рабов, осевших там после побега с помощью «Подпольной железной дороги».
Жизнь в Канаде не была лёгкой, однако Хауи писал что в целом их жизнь улучшилась, поскольку они получили возможность свободно жить, жениться, посещать школу и церковь без опасности быть пойманными. Записи этих интервью и его впечатления были изданы в 1864 году, под заголовком «Беженцы из Рабства в западную Канаду».

## Гражданская война и Восстановление
Во время американской гражданской войны Хауи был одним из директоров Санитарной Комиссии США. Задачей Комиссии было повысить уровень гигиены и предотвратить вспышку таких заболеваний как дизентерия, тиф и малярия. К концу гражданской войны, Хауи поступил на работу в Бюро беженцев и освобождённых. Его работа с Бюро стала продолжением его деятельности как аболициониста. Работой Бюро была помощь в предоставлении крова, пищи, одежды, образования и медицинских услуг освобождённым рабам Юга после Гражданской войны. В некоторых случаях это означало также помощь освобождённым найти и соединиться с родственниками, бежавшими на север или проданными в годы рабства.

## Филантропическая деятельность
Хауи, работая с D. Dix, занялся также организацией Массачусетской Школы для детей-идиотов (позже переименованной в E. Fernald State School), старейшего в Западном полушарии публичного учреждения, обслуживающего умственно отсталых. Он основал школу в 1848 году с 2500 долларов, полученных от властей Массачусетса. Слово «идиот» по тем временам являлось вежливым термином по отношению к лицам с умственной отсталостью. Хауи сопутствовал успех в его попытке дать образование умственно отсталым, но это привело к другим проблемам, так как многие считали, что умственно отсталым хорошо в школах типа Хауи и они должны находиться там постоянно, как в заключении. Хауи противился этому аргументируя тем, что у отсталых есть права и что сегрегация от остального общества наносит им ущерб.
В 1866 году Хауи задал тон, открывая Институт для слепых в Батавиа (Нью-Йорк) и шокировал аудиторию предупреждением касательно сегрегации, базирующейся на отсталости:
«Мы должны быть насторожены, создавая такие искусственные общины для любого ребёнка или юноши; но более всего мы должны избежать этого для тех, кто имеет физические естественные слабости и недостатки… Такие персоны спорадически появляются в обществе и они должны находиться рассеянными между здоровыми и нормальными персонами… Окружите душевнобольных и возбудимых персон нормальными людьми и рядовым влиянием; порочных детей — добродетельными людьми и влиянием; слепых детей — теми, кто видит; немых детей — теми, кто говорит…».
Он был инициатором Благотворительного общества Массачусетса в 1863 году, первого общества такого характера в Америке, и был его председателем с этого времени вплоть до 1874 года.

## Филэллинизм
Оставаясь до конца своей жизни филэллином, Хауи четыре раза приезжал в Грецию с 1825 по 1867 годы.
Он совершил свою последнюю поездку в Грецию в 1866 году, сопровождая помощь собранную для греческих беженцев с острова Крит, во время Критской революции. Греческий историк А. Е. Вакалопулос упоминает его в числе иностранных добровольцев прибывших на Крит: «Среди них был и старый американский филэллин, боец Греческой революции 1821 г. Samuel Gridley Howe».

## Последние годы жизни и смерть

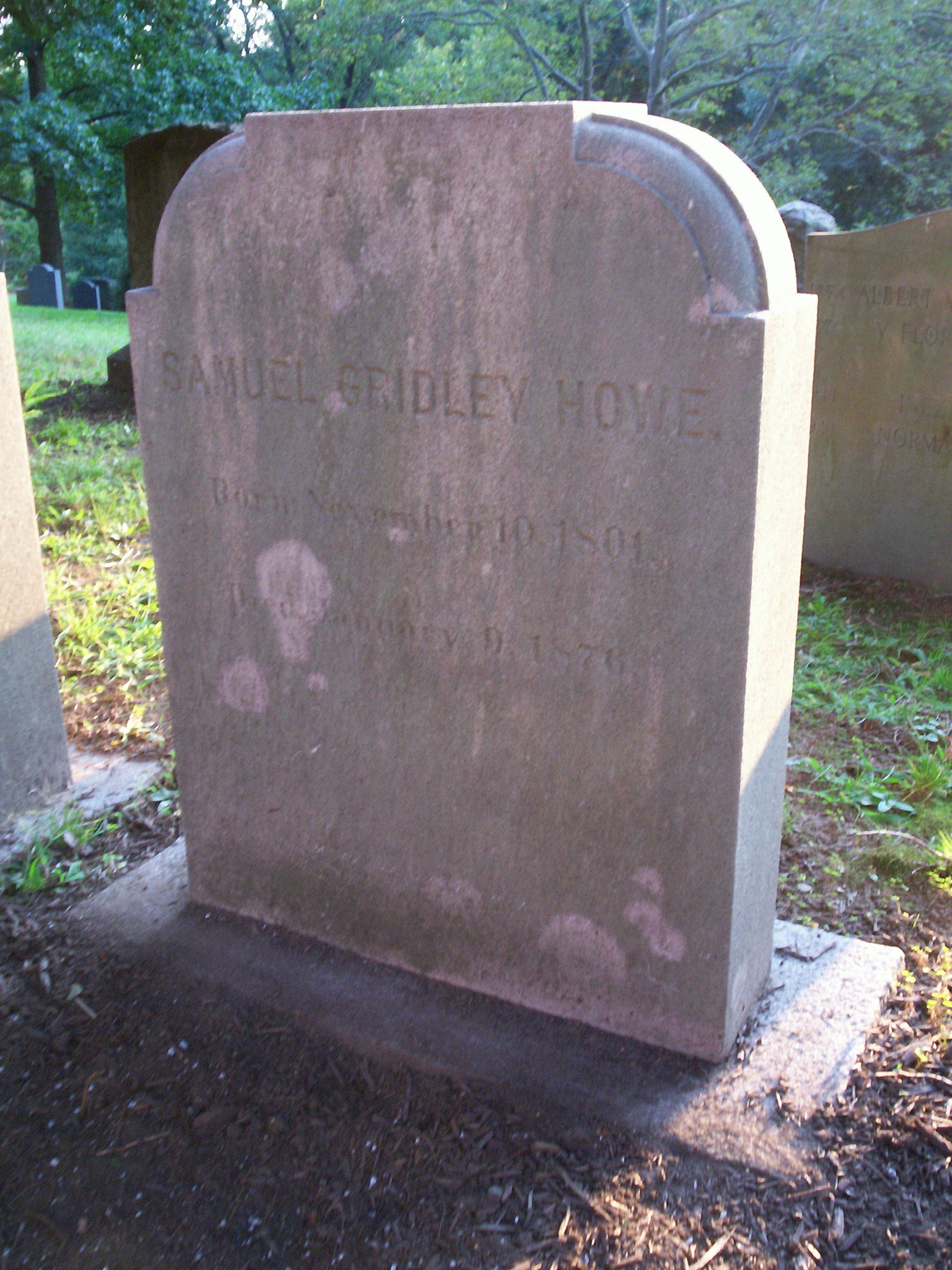
Grave of Samuel Gridley Howe in Mount Auburn Cemetery

Самуэл Хауи оставался активным и вовлечённым в политику до конца своей жизни. В 1865 году Хауи открыто пропагандировал прогрессивную налоговую систему, которую он именовал "скользящей шкалой налогообложения пропорциональной доходам ". Он заявлял что зажиточные будут сопротивляться этому, но объяснял что Америка не сможет стать действительно справедливым обществом, если разрыв между богатыми и бедными будет оставаться таким огромным. Он утверждал что одной эмансипации бывших рабов и филантропии недостаточно для того чтобы покрыть этот разрыв и что « …. несправедливость в обществе это как гнилая древесина в основании здания.».
В 1870 году он был членом комиссии посланной президентом Улиссом Грантом изучить возможность аннексии Доминиканской республики. Президент Грант желал аннексировать остров. Но Грант встретил оппозицию в своей попытке в лице старого друга Хауи аболициониста, сенатора C Sumner In the end, the committee sided with Sumner in opposition to the proposed annexation. Грант был настолько взбешен тем, что его планам помешали, что организовал отстранение Самнера с должности главы Комитета внешних сношений Сената.
Самуэл Гридли Хауи умер 9 января 1876 года и был погребён на кладбище Mount Auburn.